# Такакэйсё Таканобу
Такакэйсё Таканобу (яп. 貴景勝貴信 такакэйсё: таканобу, род. 5 августа 1996 года, Асия, Хиого, Япония; настоящее имя — Таканобу Сато (佐藤 貴信)) — бывший японский профессиональный сумоист. Дебютировал в 2014, достиг макуути в 2017 после 14 турниров. Такакэйсё относится к школе Токиваяма. Высший ранг — одзэки (2019—2024). Он получил три кимбоси за победу над ёкодзунами и семь специальных призов. Обладатель четырех Кубков императора (ноябрь 2018, ноябрь 2020, январь 2023, сентябрь 2023).
20 сентября 2024 года Такакэйсё объявил об отставке.

## Детство
Сато вырос в Асия, Хиого. В начальной школе он занимался карате кёкусинкай и занял второе место на всеяпонском соревновании. Однако его отец хотел, чтобы его сын стал сумоистом, и в третьем классе Сато начал заниматься сумо в местном додзё. После начальной школы он поступил в среднюю школу Хотоку Гакуэн, известную своей программой сумо. В девятом классе он выиграл национальный чемпионат и стал ёкодзуна средней школы.
Его отец убедил его есть побольше гамбургеров и картофель фри, и его вес увеличился с 30 кг в третьем классе до 80 кг в шестом классе. Затем он переехал в восточную Японию и поступил в частную среднюю школу Сайтама Сакаэ. Во время своей учёбы там Сато выиграл два чемпионата — региональный турнир по сумо среди школьников Канто и Национальный турнир по сумо среди юниоров, борясь в свободной весовой категории. Всего в школьные годы Сато выиграл 10 национальных титулов. В 12 классе он также стал чемпионом в свободной весовой категории на всемирном турнире по сумо среди юниоров, проходившего на Тайване.

## Карьера

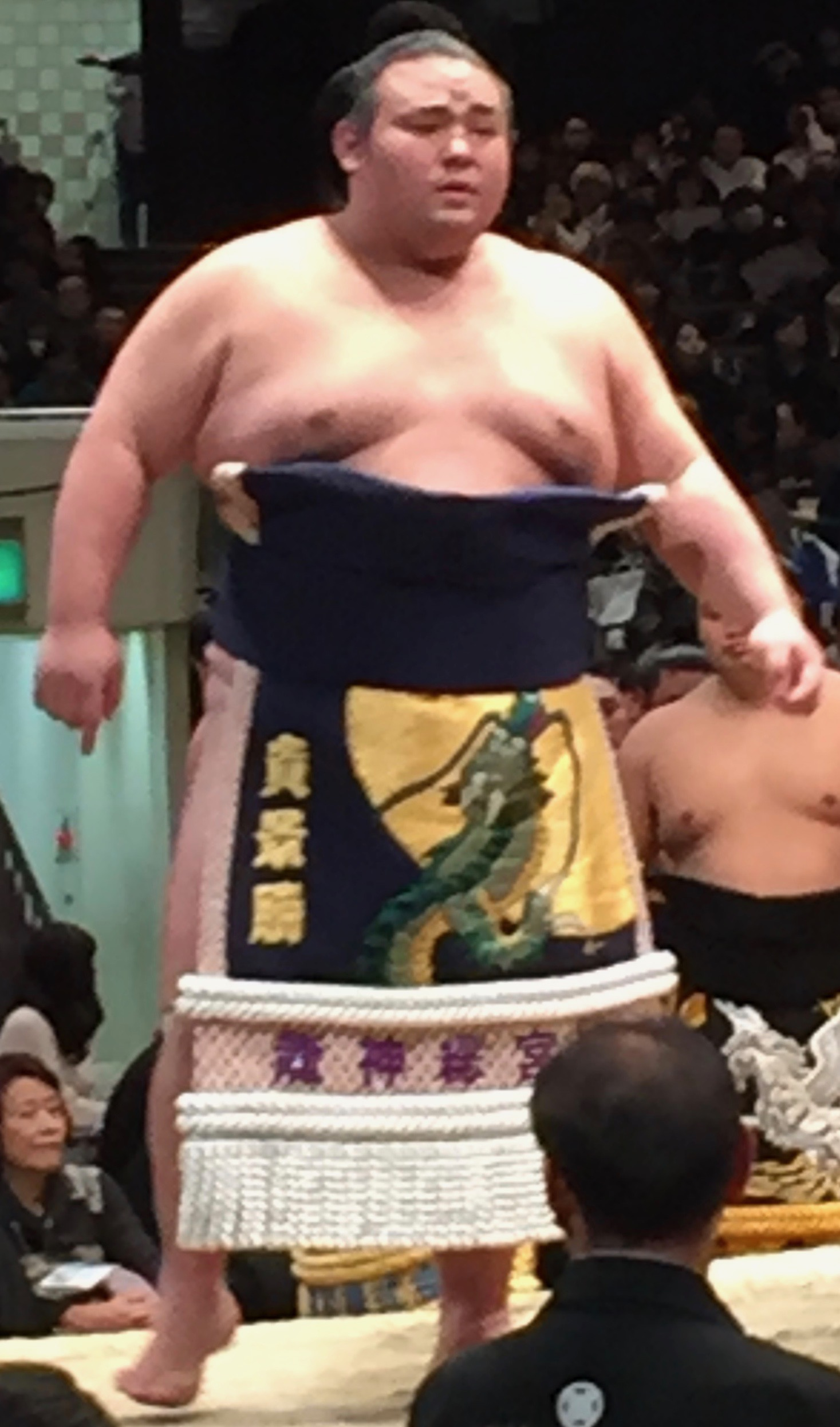
Такакэйсё в 2017

Сато хотел профессионально заниматься сумо, поэтому после школы он решил не продолжать учёбу в университете, а участвовать в национальных турнирах по сумо (что дало бы ему шанс позже получить статус макусита цукэдаси), и присоединился к школе Таканохана. Хотя для борцов этой школы является обычной практикой брать сикону, он решил использовать свое настоящее имя. Из-за желания как можно скорее вступить в ряды профессионалов, он участвовал в маэдзумо (предварительных отборочных испытаниях) в сентябре 2014 года, еще будучи учеником старшей школы, что является редкостью. Его тренер, бывший ёкодзуна Таканохана, договорился со школой Сато, что тот продолжит посещать школу в те дни, когда не будет участвовать в официальных турнирах. Однако позже сообщалось, что он бросил школу.
Сато дебютировал как профессиональный сумоист в ноябре 2014 года и выиграл чемпионат низшего дивизиона, дзёнокути, с наилучшим результатом 7:0. Он окончил еще один турнир с результатом 7:0 в следующем дивизионе дзёнидан. В следующем мартовском турнире в Осаке, выстепая в дивизионе сандаммэ, на третий день он впервые проиграл схватку, закончив серию последовательных побед в 15 боях. На следующем турнире в мае 2015 года в дивизионе макусита он имел результат 6:0 перед последним боем, в котором он проиграл Такарю, который стал победителем чемпионата. Это снова произошло два турнира спустя — он добился шести побед в первых шести боях, но проиграл опытному борцу Адзумарю. Это был достаточно хороший результат, чтобы участвовать в плей-офф с участием восьми борцов. Он победил двух соперников и прошёл в финальный раунд, но проиграл последний раунд чемпионата будущему сэкитори Тиёсёма. В следующем турнире в ноябре 2015 года, выиграв три боя подряд, он проиграл следующие четыре и впервые проиграл турнир. В марте следующего года он выиграв все бои и победив бывшего сэкитори Оивато в финальном поединке, впервые став чемпионом в макусита. Это был решающий чемпионат, который позволил ему перейти в дзюрё.
На своем первом турнире в дзюрё в мае 2016 года он стал шестым борцом в истории и первым борцом младше 20 лет, выигравшим восемь схваток подряд (катикоси) на дебютном турнире. Однако он проиграл четыре боя и закончил с результатом 11-4. Следующие несколько турниров он провел, неуклонно поднимаясь в рейтинге дзюрё, имея только один макэкоси, второй в его карьере. На четвёртом турнире в дзюрё, где он добился результата 12-3 в верхних рядах этого дивизиона, он впервые стал чемпионом в качестве профессионального (оплачиваемого) борца. В январе 2017 года его повысили до высшего дивизиона макуути. В тот момент он решил взять себе сикону Такакэйсё Мицунобу. Первый символ в его сиконе происходит от первого иероглифа в сиконе хозяина его школы, Таканохана, а следующие два символа взяты из имени японского исторического деятеля, Уэсуги Кагэкацу.
В дебюте Такакэйсё в высшем дивизионе ему удалось добиться только результата 7-8. Тем не менее, в мартовском турнире 2017 года он добился одиннадцати побед против четырех поражений и был награжден своим первым специальным призом за боевой дух. Такой же результат в мае позволил ему получить звание 1-го маэгасира, но в этом ранге в июле он одержал всего пять побед. Получив ранг 5-го маэгасира в сентябре 2017 года, он заработал свою первую кимбоси (победу над ёкодзуна), победив Харумафудзи, который стал победителем турнира. В последний день Такакэйсё был награжден призом за выдающееся выступление. В ноябре он снова одержал одиннадцать побед, заработав еще два кимбоси за победы над Харумафудзи и Кисэносато и получив второй приз за выдающееся выступление.
В январе 2018 года Такакэйсё дебютировал в санъяку в комусуби и стал первым борцом из школы Таканохана, достигшим этого ранга, с момента основания школы в феврале 2004 года. Он проиграл со счетом 5-10 и снялся со следующего турнира в марте из-за боли в правой лодыжке, одержав всего три победы. Он вернулся в ранг комусуби в сентябре 2018 года и добился катикоси. Вскоре после этого турнира его школа была распущена, и он перешёл в школу Тиганоура, которая позже поменяла название на Токиваяма.

### Переход водзэки
В ноябре 2018 года на турнире Кюсю многие борцы не смогли участвовать из-за травмы (кюдзё). Ни ёкодзуна Хакухо, ни ёкодзуна Какурю не участвовали в соревнованиях. Комусуби Кайсэй также отказался от участия из-за травмы. Такакэйсё начал турнир хорошо, выиграв все схватки в первые шесть дней, включая победы над ёкодзуна Кисэносато на первый день, и над одзэки Гоэйдо на второй. Он потерпел свое первое поражение на 7-й день от сэкивакэ Митакэуми. Затем он побеждал в течение следующих шести дней, включая победу над одзэки Тотиносином на 9-й день, но потерпел поражение от одзэки Такаясу на 14-й день, в результате чего оба борца имели в последний день по два поражения. Такакэйсё выиграл свою последнюю схватку с Нисикиги, гарантируя себе либо победу, либо плей-офф с Такаясу. После этого Такаясу проиграл в схватке Митакэуми, что позволило Такакэйсё впервые стать чемпионом в высшем дивизионе. За его плечами всего было всего 26 турниров, что сделало его, вместе с ёкодзуна Акэбоно, четвертым по скорости достижения победы в чемпионате высшего дивизиона. Победа также означала, что Такакэйсё за свою карьеру уже выиграл чемпионаты во всех категориях, кроме сандаммэ.

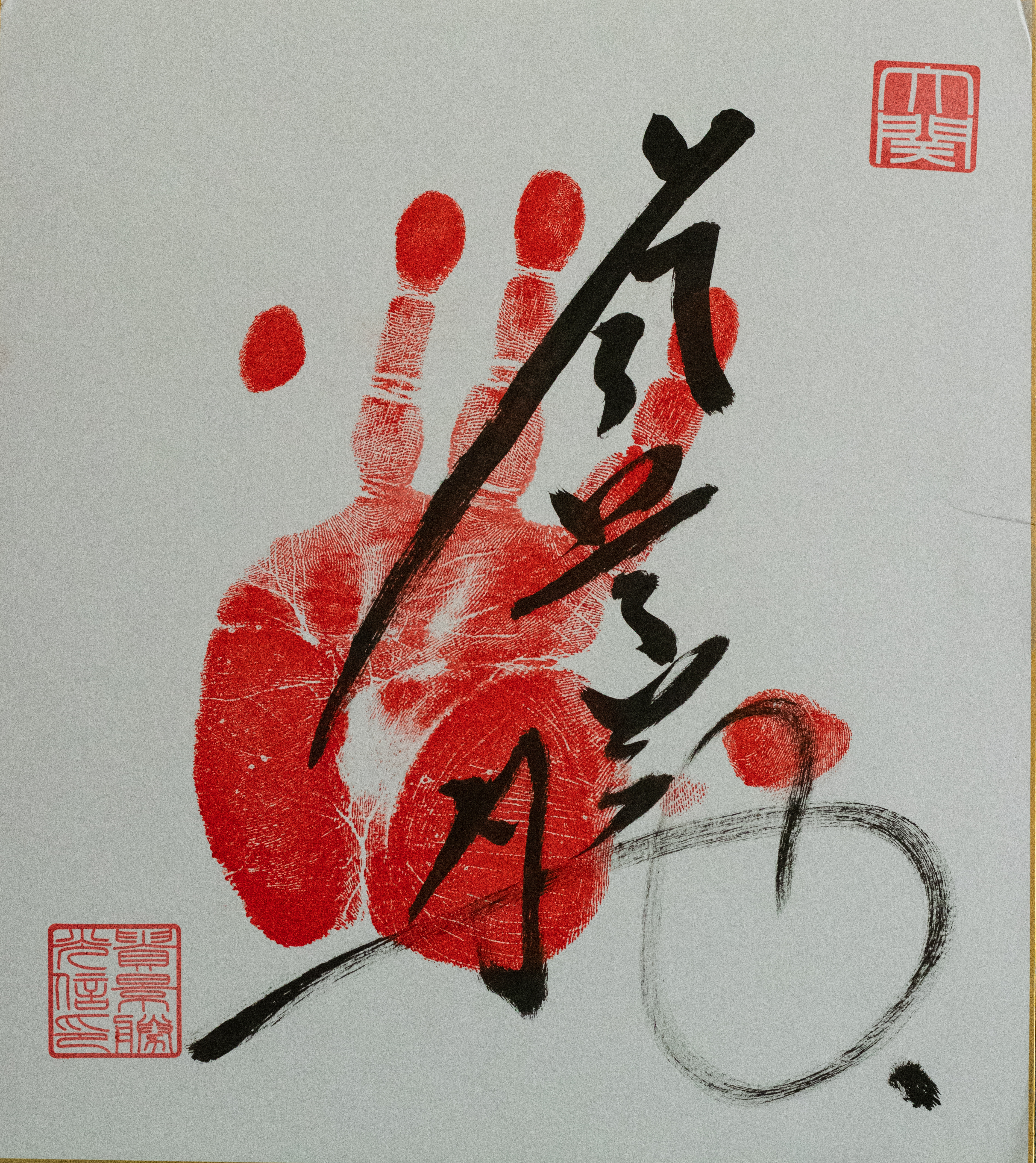
Тэгата Такакэйсё (отпечаток руки и подпись)

В январе 2019 года Такакэйсё добился результата 11-4 и получил приз за техническое совершенство. Таким образом, он имел 33 победы за последние три турнира, но он не был произведен в одзэки из-за того, что добился лишь девяти побед в сентябре, и проигрыша одзэки Гоэйдо в последний день турнира. В марте он вступил в предпоследний день с результатом 9-4, включая победы над Какурю и Такаясу, но потерпел поражение от Итинодзё. В последний день он встретился с Тотиносином, которому нужна была победа, чтобы сохранить свое звание одзэки. Такакэйсо доминировал в схватке и вытолкнул своего противника, выиграв с помощью осидаси. В сообщениях в Японии говорилось о том, что он точно будет повышен до одзэки. Ассоциация сумо официальное повысила его до одзэки 27 марта 2019 года и сообщила об этом Такакэйсё на пресс-конференции в Осаке. «Я буду уважать дух бусидо, — сказал он в своей благодарственной речи, — и буду всегда серьёзен и благодарен, посвящая себя пути сумо». После церемонии повышения Такакэйсё поблагодарил своих родителей Кадзую и Дзюнко Сато за поддержку и пообещал отплатить им достижениями в сумо. Он сказал, что достижение звания одзэки было его мечтой детства, но ему ещё есть куда стремиться. Прошло лишь 28 турниров с его дебюта до получения ранга одзэки, то есть он является шестым по скорости роста с тех пор, как в 1958 году была введена система шести турниров в год.

### Карьера одзэки
Такакэйсё отказался от участия на пятый день своего дебютного турнира в ранге одзэки в мае 2019 года из-за травмы правого колена, на 8-й день вернулся и участвовал еще в одной схватке, но снова был вынужден прекратить участие из-за повреждения того же колена. Он стал первым одзэки с начала 15-дневных турниров в 1949 году, который дважды прекращал участие в турнире. 4 июля было объявлено, что травма Такакэйсё не зажила полностью и что он не будет участвовать в предстоящем турнире в Нагое, а это значило, что в сентябре он вернется в ранг сэкивакэ. Глава его школы прокомментировал: «Он все еще молод, и его будущее впереди. Если бы он продолжал участвовать … была большая вероятность, что его состояние ухудшится. Если у тебя ноги не в порядке, ты должен бросить карьеру сумо. Если его нога заживает, он может вернуться ещё сильнее, чем раньше».
На 12-й день сентябрьского турнира Такакэйсё одержал свою десятую победу над Мёгирю, обеспечив себе возвращение в ранг одзэки на ноябрьском турнире. Он начал заключительный день со счетом 11-3, разделив лидерство с Окиноуми и Митакэуми. Он быстро победил Окиноуми, а затем попал в плей-офф против Митакэуми, которого уже побеждал на 8-й день. После сильного татиай он отступил и был вытеснен противником. Во время татиай он перенес напряжение левой грудной мышцы, и ему потребовалось шесть недель отдыха. Он возобновил легкую тренировку 11 октября и закончил турнир Кюсю в ноябре 2019 года с результатом 9-6, проиграв в Хакухо в последней схватке, продолжавшейся более минуты. Хакухо прокомментировал, что Такакэйсё является «предвестником сильных молодых борцов, которые будут достойно представлять мир сумо».
Такакэйсё закончил январский басё 2020 года с результатом 11-4. Он начал заключительный день мартовского турнира с результатом 7-7, но проиграл Асанояме. Попав в кадобан на следующем турнире в июле 2020 года, он добился восьми побед к 11 дню, что позволило ему сохранить свое звание, но отказался от участия в оставшейся части турнира, чтобы залечить травму связки левого колена. Восстановившись, он вернулся на турнир в сентябре, где занял второе место после Сёдая с результатом 12-3, что стало его первым турниром, где он занял второе место в качестве одзэки.
На ноябрьском басё 2020 оба ёкодзуна и два одзэки снялись с соревнования в течение первых пяти дней, что сделало Такакэйсё единственным оставшимся одзэки и сильнейшим борцом. Выиграв первые восемь схваток, он встретился с Тэрунофудзи на последний день, лидируя с результатом 13-1. Хотя он проиграл ту схватку, они снова встретились в плей-офф, который Такакэйсё выиграл, благодаря чему заработал свой второй чемпионский титул в высшем дивизионе и свой первый в качестве одзэки. Такакэйсё также одержал в 2020 году 51 победу — больше всего побед из всех борцов.
Такакэйсё стремился стать ёкодзуна на турнире в январе 2021 года, но после проигрыша первых четырех матчей такая возможность была упущена. После всего двух побед за девять дней, он снялся на 10-й день из-за травмы лодыжки. В мартовском турнире ему грозило понижение в ранге, но он добился результата 10-5, что позволило ему остаться одзэки. Он занял второе место после Тэрунофудзи в майском турнире со счетом 12-3, победив Тэрунофудзи в основной схватке в последний день, но проиграв ему в последующем плей-офф.
Такакэйсё снялся с турнира в июле 2021 года из-за травмы шеи во время схватки с Итинодзё на второй день. Потребовался месяц на восстановление после травмы.
В 2021 году дважды добивался вторых мест на турнирах: в мае показал результат 12-3 (аналогичный с Тэрунофудзи), но уступил в дополнительном финальном поединке, а в ноябре показал аналогичный результат (на этот раз, правда, обошлось без финального поединка, так как Тэрунофудзи выиграл турнир со статистикой 15-0). На ноябрьском басё 2022 года вышел в дополнительный финальный турнир вместе с Аби и Такаясу, но уступил Аби, в итоге разделив с Такаясу второе место. В январе 2023 года снова показал статистику 12-3, но на этот раз добился успеха, выиграв третий в своей карьере Кубок императора. В случае победы на мартовском турнире он мог претендовать на титул ёкодзуна, однако в схватке с Сёдаи повредил колено и был вынужден сняться c турнира.
В сентябре 2023 года на турнире Аки басё в последний день имел одинаковую статистику (11-4) с маэгасирой Атамифудзи, поэтому сошелся с ним в дополнительном финальном поединке, который выиграл, применив приём хэнка (уклонение при стартовом рывке татиай), при котором соперник фактически падает за счет инерции и собственного веса. Эта победа принесла Такакэйсё четвертый Кубок императора.
После майского турнира 2024 года в девятый раз в карьере попал в статус кадобан-одзэки, однако не смог одержать 8 побед на турнире Нагоя басе в июле 2024 года и потерял второе иерархическое звание в сумо.

### Завершение карьеры
На сентябрьский турнир 2024 года впервые за 5 лет вышел в ранге сэкивакэ, при этом, была предусмотрена опция, при которой, одержав 10 и более побед, Такакэйсё мог вернуть второе иерархическое звание. Турнир начался для сумоиста с двух поражений, после чего Такакэйсё снялся с турнира. Ояката Токиваяма, наставник Такакэйсё, заявил о множестве медицинских проблем, из-за которых его подопечный не смог вернуться на Аки басё. 20 сентября 2024 года Такакэйсё объявил о выходе в отставку. По сообщению Токиваяма-оякаты, Такакэйсё был назначен младшем тренером в своей хэя и стал старейшиной Японской ассоциации сумо под именем Минатогава.

## Стиль боя
Такакэйсё специализируется на техниках цуки и оси. Его наиболее частые кимаритэ — оси-даси и хатаки-коми. В бою часто полагается на мощные толчки и харитэ (пощечины).

## Результаты выступлений
| Год в сумо | Январь Хацу басё, Токио          | Март Хару басё, Осака           | Май Нацу басё, Токио      | Июль Нагоя басё, Нагоя                          | Сентябрь Аки басё, Токио           | Ноябрь Кюсю басё, Фукуока        |
| --- | -------------------------------- | ------------------------------- | ------------------------- | ----------------------------------------------- | ---------------------------------- | -------------------------------- |
| 2014 | x                                | x                               | x                         | x                                               | (Маэдзумо)                         | Дзёнокути #18 запада 7–0 Чемпион |
| 2015 | Дзёнидан #10 востока 7–0 Чемпион | Сандаммэ #18 востока 5–2        | Макусита #55 востока 6–1  | Макусита #27 запада 4–3                         | Макусита #21 запада 6–1–PPP        | Макусита #7 запада 3–4           |
| 2016 | Макусита #13 запада 4–3          | Макусита #9 востока 7–0 Чемпион | Дзюрё #13 востока 11–4    | Дзюрё #6 запада 6–9                             | Дзюрё #9 востока 10–5              | Дзюрё #3 запада 12–3 Чемпион     |
| 2017 | Маэгасира #12 востока 7–8        | Маэгасира #13 востока 11–4 Д    | Маэгасира #7 запада 11–4  | Маэгасира #1 запада 5–10                        | Маэгасира #5 запада 9–6 В★         | Маэгасира #1 запада 11–4 В★      |
| 2018 | Комусуби востока 5–10            | Маэгасира #3 запада 3–8–4       | Маэгасира #10 запада 10–5 | Маэгасира #3 запада 10–5                        | Комусуби запада 9–5                | Комусуби востока 13–2 ВД         |
| 2019 | Сэкивакэ востока 11–4 Т          | Сэкивакэ востока 10–5 Т         | Одзэки #2 востока 3–4–8   | Одзэки #2 востока Пропустил из-за травмы 0–0–15 | Сэкивакэ запада 12–3–P             | Одзэки #2 востока 9–6            |
| 2020 | Одзэки #1 востока 11–4           | Одзэки #1 востока 7–8           | Отмена басё 0–0–15        | Одзэки #1 востока 8–4–3                         | Одзэки #1 запада 12–3              | Одзэки #1 востока 13–2–P         |
| 2021 | Одзэки #1 востока 2–8–5          | Одзэки #2 востока 10–5          | Одзэки #1 запада 12–3–P   | Одзэки #1 запада 1–2–12                         | Одзэки #1 запада 8–7               | Одзэки #1 запада 12–3            |
| 2022 | Одзэки #1 востока 1–3–11         | Одзэки #2 запада 8–7            | Одзэки #2 запада 8–7      | Одзэки #1 востока 11–4                          | Одзэки #1 востока 10–5             | Одзэки #1 востока 11–4–P         |
| 2023 | Одзэки #1 запада 12–3            | Одзэки #1 запада 3–4–8          | Одзэки #1 запада 8–7      | Одзэки #1 востока Пропустил из-за травмы 0–0–15 | Одзэки #1 запада 11–4              | Одзэки #1 востока 9–6            |
| 2024 | Одзэки #2 запада 2–2–11          | Одзэки #2 востока 8–6–1         | Одзэки #2 востока 0–2–13  | Одзэки #2 запада 5–10                           | Сэкивакэ #2 запада Отставка 0–3–10 | x                                |
| Результат приведен как победил-проиграл-снялся Юсё (победа) Дзюнъюсё (второе место) Интай (отставка) Не выступал в макуути Специальные призы: Д=За боевой дух (Канто-сё); В=За выдающееся выступление (Сюкун-сё); Т=За техническое совершество (Гино-сё) Ещё показаны: ★=Кимбоси; P=Участие в дополнительном финале Лиги: Макуути — Дзюрё — Макусита — Сандаммэ — Дзёнидан — Дзёнокути Ранги макуути: Ёкодзуна — Одзэки — Сэкивакэ — Комусуби — Маэгасира |                                  |                                 |                           |                                                 |                                    |                                  |

## Личная жизнь
В августе 2020 года Такакэйсё объявил о помолвке с моделью Юкиной Тиба, дочерью бывшего одзэки и двукратного обладателя Кубка императора Хокутэнъю. У пары есть сын.